# Exorista abdominalis
Exorista abdominalis là một loài ruồi trong họ Tachinidae.